# Renascimento do mamute-lanoso

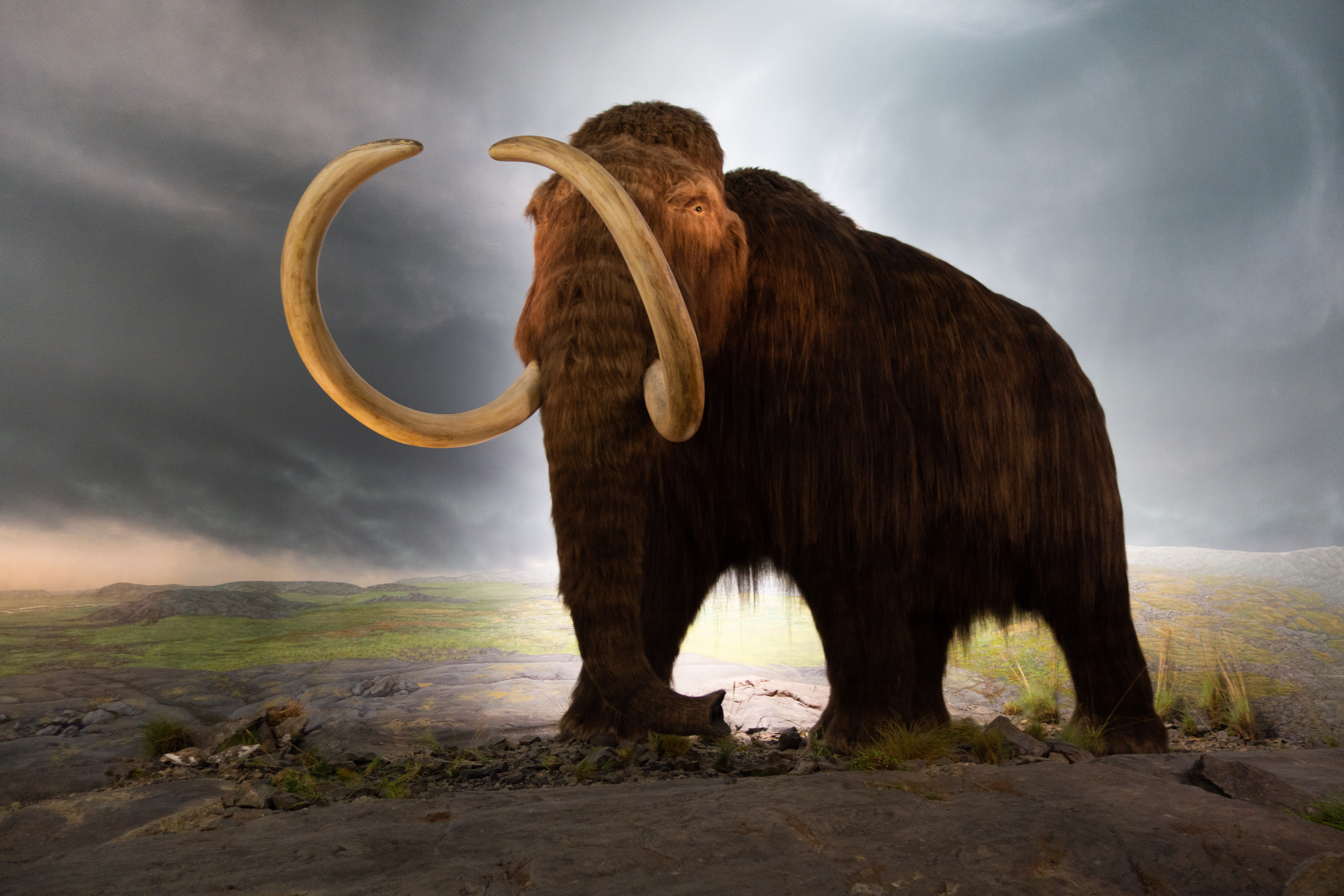
Maquete de um mamute peludo no Royal BC Museum

A existência de restos de tecidos moles congelados e DNA de mamutes lanudos levou à ideia de que a espécie poderia ser recriada por meios científicos. Vários métodos foram propostos para alcançar isso.

## Visão geral
Uma proposta de uso científico deste material genético preservado é recriar mamutes vivos. Isso tem sido discutido teoricamente há muito tempo, mas só recentemente se tornou o assunto de esforço formal devido aos avanços nas técnicas de biologia molecular e clonagem de mamíferos. A clonagem de mamíferos melhorou nas últimas duas décadas, mas nenhum tecido viável de mamute ou seu genoma intacto foi encontrado para tentar a clonagem.
De acordo com uma equipe de pesquisa, um mamute não pode ser recriado, mas eles tentarão eventualmente crescer em um "útero artificial" um elefante híbrido com algumas características de mamute lanoso. A genômica comparativa mostra que o genoma do mamute corresponde a 99% do genoma do elefante, então alguns pesquisadores pretendem criar um elefante com alguns genes de mamute que codificam a aparência externa e as características de um mamute. O resultado seria um híbrido elefante-mamute com não mais do que 1% de genes de mamute. Projetos separados estão trabalhando na adição gradual de genes de mamutes às células de elefante in vitro .

## Clonagem
A clonagem envolveria a remoção do núcleo contendo DNA da célula-ovo de uma fêmea de elefante e a substituição por um núcleo de tecido de mamute lanoso, um processo chamado transferência nuclear de células somáticas . Por exemplo, Akira Iritani, da Universidade de Kyoto no Japão, supostamente planejou fazer isso. A célula seria então estimulada a se dividir e implantada em uma fêmea de elefante. O bezerro resultante teria os genes do mamute peludo. No entanto, ninguém ainda encontrou uma célula de mamute viável, e a maioria dos cientistas duvida que qualquer célula viva pudesse ter sobrevivido ao congelamento na tundra. Por causa de suas condições de preservação, o DNA dos mamutes congelados se deteriorou significativamente.
Em 2017, George Church disse: "Na verdade, seria mais como um elefante com várias características de mamute. Ainda não chegamos lá, mas pode acontecer em alguns anos. " A criatura, às vezes referida como "mamofante", seria parcialmente elefante, mas com características como orelhas pequenas, gordura subcutânea, cabelo comprido e desgrenhado e sangue adaptado ao frio.

## Inseminação artificial
Um segundo método envolve a inseminação artificial de uma célula de ovo de elefante com células de esperma de uma carcaça congelada de mamute lanoso. A prole resultante seria um híbrido elefante-mamute, e o processo teria que ser repetido para que mais híbridos pudessem ser usados na reprodução. Após várias gerações de cruzamento desses híbridos, um mamute lanoso quase puro seria produzido. Não se sabe se o embrião híbrido seria realizado durante a gestação de dois anos; em um caso, um elefante asiático e um elefante africano produziram um bezerro vivo chamado Motty, mas morreu de defeitos com menos de duas semanas. O fato de os espermatozoides de mamíferos modernos serem viáveis por no máximo 15 anos após o ultracongelamento torna esse método inviável.

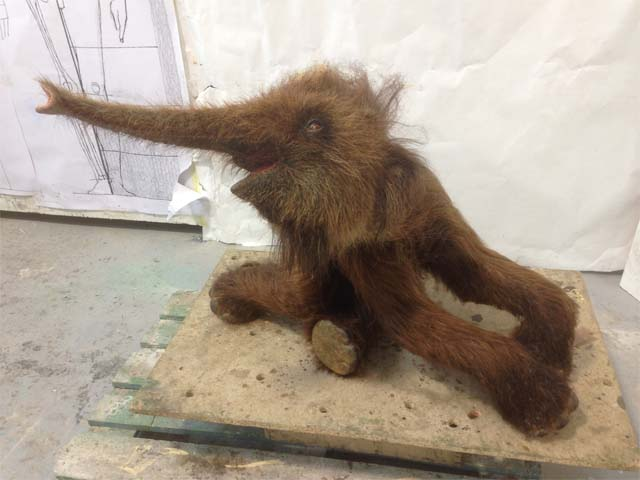
Modelo retratando o bezerro "Dima", Stuttgart

## Edição de genes
Em abril de 2015, cientistas suecos publicaram o genoma completo ( sequência de DNA nuclear ) do mamute lanoso. Vários projetos estão trabalhando para substituir gradualmente os genes nas células de elefantes por genes de mamutes. Um desses projetos é o do geneticista George M. Church da Universidade de Harvard, financiado pela Long Now Foundation, está tentando criar um híbrido mamute-elefante usando DNA de carcaças congeladas de mamutes. De acordo com os pesquisadores, um mamute não pode ser recriado, mas eles vão tentar criar um elefante híbrido com algumas características de mamute lanoso em um "útero artificial". A equipe da Universidade de Harvard está tentando estudar as características dos animais in vitro, substituindo ou editando alguns genes específicos de mamutes em células de pele de elefante asiático chamadas fibroblastos, que têm potencial para se tornar células-tronco embrionárias . Em março de 2015 e usando a nova técnica de edição de DNA CRISPR, a equipe de Church teve alguns genes de mamute lanoso editados no genoma de um elefante asiático; focalizando inicialmente a resistência ao frio, os genes-alvo são para o tamanho da orelha externa, gordura subcutânea, hemoglobina e atributos do cabelo. Em fevereiro de 2017, a equipe de Church fez 45 substituições no genoma do elefante. Até agora, seu trabalho se concentra apenas em células individuais.
O Mammoth Genome Project da Pennsylvania State University também está pesquisando a modificação do DNA do elefante africano para criar um híbrido mamute-elefante. Se um embrião híbrido viável é obtido por procedimentos de edição de genes, implantá-lo em uma fêmea de elefante asiático alojada em um zoológico pode ser possível, mas com o conhecimento e tecnologia atuais, se o embrião híbrido seria realizado por dois anos a gestação é desconhecida.

## Ética

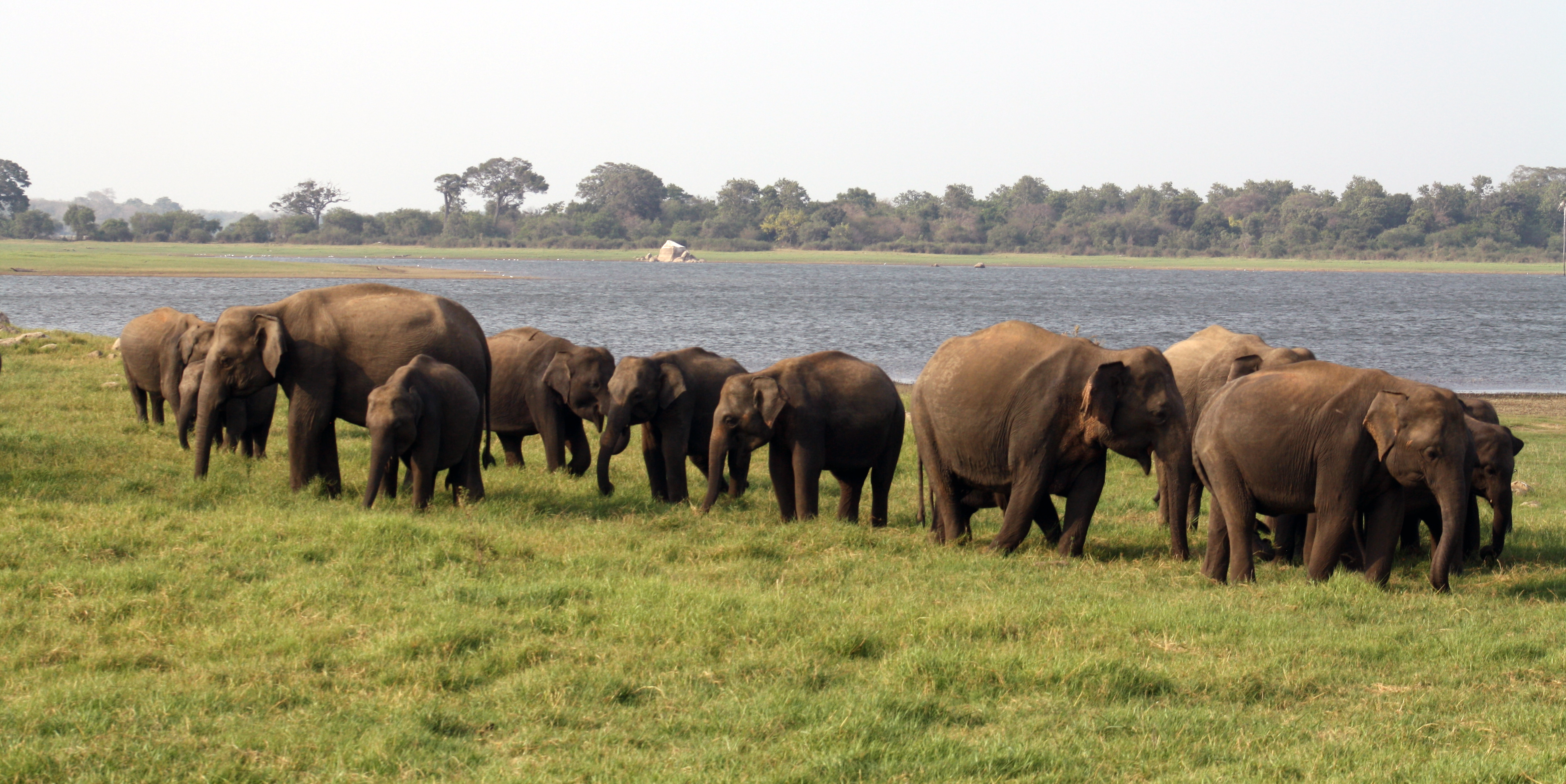
Manada de elefantes.

Se algum método tiver sucesso, uma sugestão foi feita para introduzir os híbridos em uma reserva de vida selvagem na Sibéria chamada Parque do Pleistoceno, mas alguns biólogos questionam a ética de tais tentativas de recreação. Além dos problemas técnicos, não resta muito habitat que fosse adequado para híbridos de mamute-elefante. Como as duas espécies são sociais e gregárias, criar alguns espécimes não seria o ideal. O tempo e os recursos necessários seriam enormes e os benefícios científicos não seriam claros, sugerindo que esses recursos deveriam ser usados para preservar as espécies de elefantes existentes que estão ameaçadas de extinção. A ética de usar elefantes como mães de aluguel em tentativas de hibridização também foi questionada, já que a maioria dos embriões não sobreviveria, e saber as necessidades exatas de um filhote híbrido de mamute-elefante seria impossível.